# Coenosia antennata
Coenosia antennata är en tvåvingeart som först beskrevs av Zetterstedt 1849.  Coenosia antennata ingår i släktet Coenosia och familjen husflugor. Arten är reproducerande i Sverige. Inga underarter finns listade i Catalogue of Life.